# Trygve Lovén
Olaus Trygve Lovén, född den 2 augusti 1892 i Falsterbo församling, död den 9 juli 1983 i Stockholm, var en svensk försäkringsman. Han var bror till Sven A. Lovén och far till Inga Lovén.
Lovén blev juris kandidat vid Stockholms högskola 1920, tillförordnad notarie i kammarkollegium samma år och var verkställande direktör för ömsesidiga olycksförsäkringsbolaget Land och sjö 1922–1964. Han var styrelseledamot i Socialförsäkringsbolagens förening 1924–1964, sekreterare 1940–1953, ledamot av dess skaderegleringsnämnd 1926–1964, styrelseledamot i försäkringsbolaget Egid 1936–1960, i Föreningen för arbetarskydd 1935–1953, i Svenska Sällskapet för Räddning af Skeppsbrutne 1930-64, direktionsledamot av Psykotekniska institutet i Stockholm 1953–1964. Han var kommendör av Vasaorden och första gradens riddare av Dannebrogsorden.